# Александровский сельсовет (Мордовский район)
Александровский сельсовет — муниципальное образование со статусом сельского поселения в Мордовском районе Тамбовской области.
Административный центр — село Александровка.

## История
В соответствии с Законом Тамбовской области от 17 сентября 2004 года № 232-З установлены границы муниципального образования и статус сельсовета как сельского поселения.

## Население
| 2010 | 2012 | 2013 | 2014 | 2015 | 2016 | 2017 |
| ---- | ---- | ---- | ---- | ---- | ---- | ---- |
| 908  | ↘860 | ↘846 | ↘813 | ↘772 | ↘750 | ↘719 |
| 2018 | 2019 | 2020 | 2021 |      |      |      |
| ↘675 | ↘648 | ↘626 | ↘399 |      |      |      |

## Состав сельского поселения
| № | Населённый пункт | Тип населённого пункта       | Население |
| - | ---------------- | ---------------------------- | --------- |
| 1 | Александровка    | село, административный центр | ↘332      |
| 2 | Артёмовка        | село                         | 47        |
| 3 | Малая Добринка   | село                         | 36        |
| 4 | Михайловка       | село                         | ↘59       |
| 5 | Николо-Сергиевка | село                         | ↘125      |
| 6 | Отрада           | деревня                      | ↘306      |
| 7 | Стрелка          | деревня                      | 3         |